# Redha JR
 (avril 2025).
Le texte peut changer fréquemment, n’est peut-être pas à jour et peut manquer de recul. 
Le titre et la description de l'acte concerné reposent sur la qualification juridique retenue lors de la rédaction de l'article et peuvent évoluer en même temps que celle-ci.
Redha JR, né Redha Berrah, est un comédien et vidéaste web français.

## Biographie

### Enfance et formation
Redha Berrah est d'origine algérienne et est originaire de Marseille.  Il est titulaire d'un diplôme d'aide-soignant.

### Carrière
En janvier 2020, durant le confinement, il se lance sur l'application TikTok avec des vidéos humoristiques.
En juin 2022, il a plus de 4 millions d'abonnés sur TikTok et 6 millions en avril 2025.

## Affaire judiciaire
En 2020, pour une interview Ouest France, il déclare avoir la nervosité comme défaut: « Et un défaut bah… je suis nerveux. Faut que les choses soient faites, vite, rapide, efficace et tout voilà. Et si tu n’y arrive pas je ne vais pas comprendre, je vais te dire « mais comment moi j’arrive à le faire et toi t’y arrive pas ? » « allez vas-y mon pote ! » et ouais je suis comme ça moi ! ».
5 ans plus tard, le 26 mars 2025, il est interpellé dans le 15e arrondissement de Marseille et le 28 mars 2025, il est mis en examen et placé en détention provisoire en étant soupçonné de « tentative de meurtre sur conjoint » et « violences habituelles sur conjoint ». Sa femme est prise en charge par les marins-pompiers puis transportée au service de réanimation de l'hôpital Nord de Marseille.
Le 26 mars 2025, l’employeur de sa femme s’inquiète de la disparition soudaine de sa femme, absente depuis plusieurs jours et injoignable. Troublé par son comportement inhabituel, il contacte la Plateforme nationale d’aide aux victimes (PNAV) via un tchat, ce qui déclenche l'alerte et permet son interpellation. Lors de son dernier appel, c’est Berrah qui répond, lui affirmant sèchement qu’elle ne reviendra pas et lui ordonnant de cesser ses appels.
Selon l'influenceur Aqababe, qui a révélé l'information avant les médias traditionnels, Redha JR aurait jeté sa femme sur le parking des urgences dans un état grave avant son hospitalisation.